# Matte Schwarzkopfschwebfliege

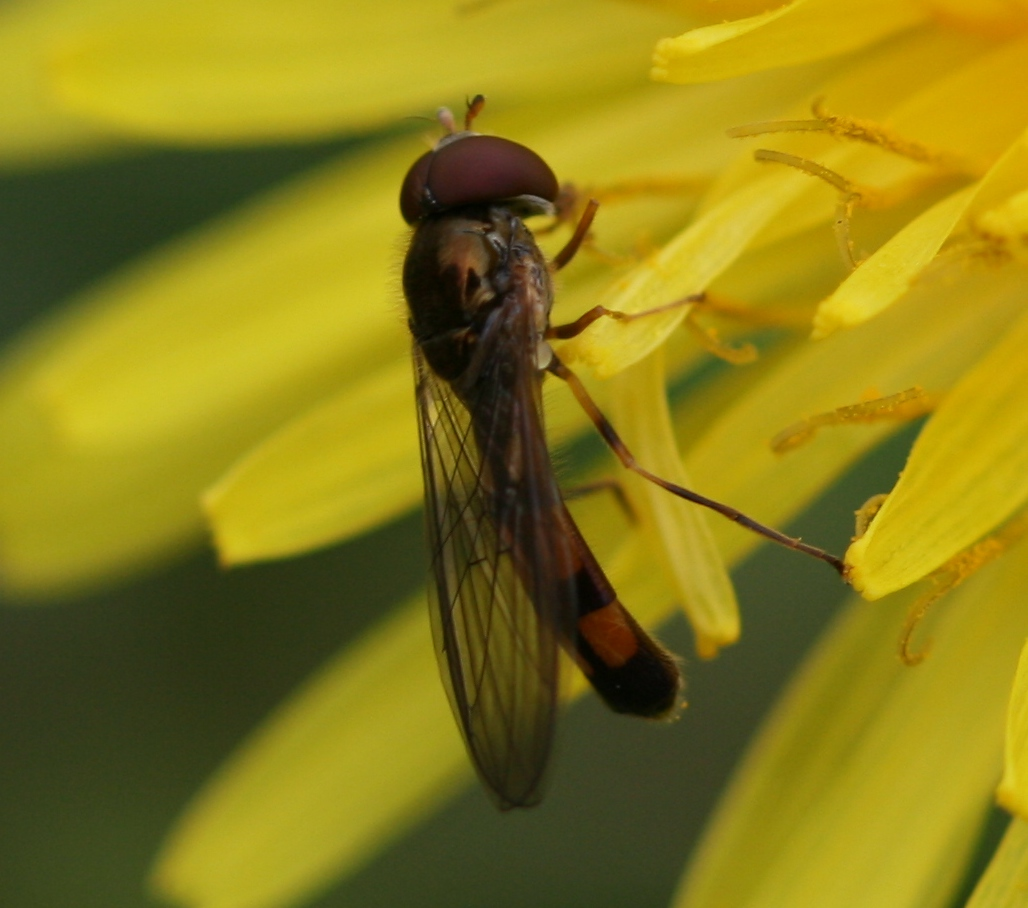
Männchen

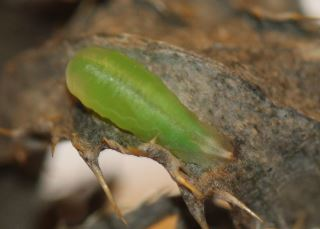
Puppe

Die Matte Schwarzkopfschwebfliege (Melanostoma scalare) ist eine Art aus der Familie der Schwebfliegen (Syrphidae).

## Merkmale
Die Schwebfliegen erreichen eine Länge von 7–10 mm. Sie besitzen einen schwarz schimmernden Thorax. Die Männchen sind länger und schlanker als die Weibchen. Sie besitzen außerdem rundlich geformte gelbe Flecke auf dem Abdomen, im Gegensatz zu den dreiecksähnlichen Flecken der Weibchen. Die Gesichtspartie und der Frons sind mattgelb bestäubt und lediglich an der Mittelstrieme glänzend.

## Verbreitung
Die Art ist in Europa weit verbreitet und häufig. Sie kommt auch in der östlichen Paläarktis vor. Ihr Verbreitungsgebiet reicht nach Süden über Nordafrika bis in die Afrotropis.

## Lebensweise
Die Schwebfliegen beobachtet man zwischen April und November. Die Art ist bivoltin. Ende Mai und im August sieht man sie besonders häufig. Die Art überwintert als Larve. 
Die Schwebfliegen halten sich meist an Waldrändern und an Hecken auf. Die grünen Larven fressen Blattläuse und andere Kleininsekten. Die adulten Schwebfliegen ernähren sich dagegen vom Nektar verschiedener Blüten.

## Ähnliche Arten
- Glänzende Schwarzkopfschwebfliege (Melanostoma mellinum) – Diese besitzt rechtecksförmige gelbe Flecke auf dem Abdomen sowie eine glänzende Gesichtspartie.